# Onthophagus rugosicollis
Onthophagus rugosicollis är en skalbaggsart som beskrevs av Gillet 1925. Onthophagus rugosicollis ingår i släktet Onthophagus och familjen bladhorningar. Inga underarter finns listade i Catalogue of Life.